# 이현이
이현이(1983년 7월 28일~)는 대한민국의 모델, 방송인이다.

## 경력
- 2005년 SuperModel-Daegu Colorful 한중 슈퍼모델 입문(2005년 11월)
- 2007년 패션사진가 협회 올해의 신인모델상
- 2007년 Harper's BAZAAR magazine 올해의 모델상
- 2011년 아시아 모델상
- 2008~2011년 New York Milan Paris Collection Chanel, Dries Van Noten, Vivianne westwood, Jean charles Castelbajak, Agnes B, Anne Valerie Harsh, Bernard Wilhelm, jean paul gaultier, Hermes, Anna sui, Diane von furstenberg, Cutso Barcelona, TSE, Rachel Roy, Baby phat, Naeem khan, Carmen Marc Valvo, Andy and Debb, Moschino, Maurizio Pecoraro, Anteprima, Krizia, Ports1961, moschino cheap & chic 등
- 2022년 아시아 모델 어워즈 아시아스타상
- 2023년 초록우산어린이재단 친선대사

## 방송
- 동아TV 《Magazine N More》
- On Style 《Style Magazine》
- ELLE at TV 《INSPIRE NOW》
- On Style 《스타일쇼 필》
- tvN 《꽃미남 서바이벌 OH! BOY》
- EBS 《신재평's Radio Guest》
- EBS 《청년시대 신재평의 라디오 드림》
- SBS 《강심장》
- MBC Every1 《뷰티풀데이즈》
- tvN 《오늘부터 출근》
- JTBC 《냉장고를 부탁해》
- JTBC 《속사정쌀롱》
- KBS1 《천상의 컬렉션》
- tvN 《빨간의자》
- KBS2 《퍼퓸》 - 본인 역(2019년)
- KBS2 《해피 투게더 4》 - 594회(2019년 6월 20일)
- SBS 《리틀 포레스트》(2019년 8월 12일~8월 27일)
- tvN 《도레미마켓》 - 72회(2019년 8월 17일)
- MBC 《마이 리틀 텔레비전 V2》 - 22회(2019년 8월 23일)
- OLIVE 《극한식탁》(2019년)
- tvN  《플레이어》 -  11회(2019년 9월 29일)
- MBC 《배철수 잼》(2020년 2월 3일~3월 30일)
- 《구해줘 홈즈》 MBC
- JTBC 《아는형님》
- JTBC 《브라이드X클럽》(2021년 9월 22일 ~ 2021년 9월 29일)
- SBS 《런닝맨》
- SBS 《판타스틱 패밀리 - DNA 싱어》
- SBS 《연애는 직진》
- SBS 《골 때리는 그녀들》
- MBC 《라디오 스타》
- SBS 《꼬리에 꼬리를 무는 그날 이야기》
- MBC EVERY1 《어서와 한국은 처음이지》
- SBS 《동상이몽2 - 너는내운명》
- TV CHOSUN 《식객 허영만의 백반기행》
- SBS 《강심장 리그》
- SBS 《청춘의국 젊은의사 생존기》
- MBC 《미스터리 음악쇼 복면가왕》
- MBC 《라디오스타》
- JTBC 《차이나는클라스》위대한질문
- SBS 《강심장 VS》
- SBS 《꼬리에 꼬리를 무는 그날이야기》
- KBS 《2024 파리올림픽》 메인 MC
- SBS 《오늘부터 인생 2막》 MC

## 광고
- 아웃백스테이크하우스
- 쏘울
- 세노비스
- 아이소이
- 오브제
- 삼성냉장고
- NATE
- LGT
- 현대카드V
- 나트라케어
- 유진증권
- 현대카드 PURPLE
- 카스 맥주
- 롯데칠성 Daily-C
- MAC
- LANEIGE
- 현대백화점
- 신라면세점
- ANDYNDEBB
- Buckaroo
- 노스페이스
- G.Botticelli
- 아모레 퍼시픽
- SKII 애드버토리얼
- 신세계백화점
- 려 샴푸 애드버토리얼
- 헤라
- 삼성 워블 세탁기
- 아로나민 씨플러스

## 드라마
- 2020년 JTBC 《놓지마 정신줄》- 엄마 역

## 수상
- 2022년 SBS 연예대상 2022 SBS의 딸상
- 2022년 SBS 연예대상 쇼, 스포츠 부문 최우수상
- 2023년 SBS 연예대상 SBS의 딸상
- 2023년 SBS 연예대상 센추리클럽상
- 2024년 SBS 연예대상 SBS 딸상